# Takatsukasa Fusahira
Takatsukasa Fusahira (鷹司 房平?   1408 – 1472) fue un kugyō (cortesano japonés de clase alta) que vivió durante la era Muromachi. Fue miembro de la familia Takatsukasa (derivada del clan Fujiwara) e hijo de Takatsukasa Fuyuie.
Se desconoce cuándo ingresó a la corte imperial, pero para 1426 ya era un cortesano de rango jusanmi y en 1428 fue nombrado gonchūnagon. Hacia 1429 fue promovido al rango shōsanmi y nombrado gondainagon, en 1431 fue ascendido al rango junii y en 1432 al rango shōnii.
Fue nombrado naidaijin en 1435, promovido a udaijin en 1438 y finalmente ascendido a sadaijin desde 1446 hasta 1455. En 1443 fue ascendido al rango juichii y en 1454 fue nombrado kanpaku (regente) del Emperador Go-Hanazono hasta el año siguiente. También en 1454 fue nombrado líder del clan Fujiwara.
Tuvo como hijo al regente Takatsukasa Masahira.